# 毛柄凤仙花
毛柄凤仙花（学名：Impatiens trichopoda），为凤仙花科凤仙花属下的一个植物种。